# رنگینک‌نماها
رنگینک‌نماها (نام علمی: Piprites) نام یک سرده از تیره جواهرمرغ است.